# RD-0216
O RD-0216 e o RD-0217 foram motores de foguete de alta performance alimentados com N2O4 e UDMH, usando um ciclo de combustão em estágios. A única diferença entre o RD-0216 e o RD-0217 é que esse último possui um trocador de calor para aquecer os gases que pressurizam os tanques.  Três RD-0216 e um RD-0217 eram usados no primeiro estágio do míssil ICBM UR-100. Esses motores foram fabricados até 1974 e se mantiveram operacionais até 1991. Mais de 1.100 deles foram produzidos.
Para o projeto do UR-100N, enquanto o primeiro estágio foi baseado no motor RD-0233 mais potente, o segundo estágio, usou uma variação do RD-0217 chamada RD-0235 (ou 15D113). Ele usava uma extensão do bocal otimizada, e com isso tinha 10 segundos extras de impulso específico e 21 kN a mais de empuxo. Ele tinha um bocal fixo e se valia do motor vernier RD-0236, para o empuxo vetorial. Como esses motores estão fora de produção já a algum tempo, a operação dos foguetes UR-100NU, Rokot e Strela está prejudicada desde 2015.